# نیکلاس راجسل
نیکلاس راجسل (انگلیسی: Nicolas Rajsel؛ زادهٔ ۳۱ مهٔ ۱۹۹۳) بازیکن فوتبال اهل اسلوونی است.
از باشگاه‌هایی که در آن بازی کرده‌است می‌توان به باشگاه فوتبال رویال یونیون سنت ژیل و باشگاه فوتبال پاری سن ژرمن اشاره کرد.
وی همچنین در تیم ملی فوتبال زیر ۲۱ سال اسلوونی بازی کرده‌است.